# Мидлум (Фер)
Мидлум (њем. Midlum) општина је у њемачкој савезној држави Шлезвиг-Холштајн. Једно је од 132 општинска средишта округа Нордфризланд. Према процјени из 2010. у општини је живјело 383 становника. Посједује регионалну шифру (AGS) 1054083.

## Географски и демографски подаци
Мидлум се налази у савезној држави Шлезвиг-Холштајн у округу Нордфризланд. Општина се налази на надморској висини од 6 метара. Површина општине износи 8,5 km². У самом мјесту је, према процјени из 2010. године, живјело 383 становника. Просјечна густина становништва износи 45 становника/km².